# چاکوالای جزیره آنخل
چاکوالای جزیره آنخل (نام علمی: Sauromalus hispidus) نام یک گونه از سرده چاکوالا است.